# Aurelio Saffi

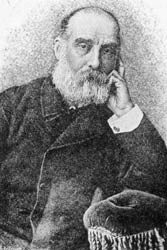
Aurelio Saffi

Marco Aurelio Saffi (* 13. August 1819 in Forlì; † 10. April 1890 ebenda) war ein italienischer Politiker in der Zeit des Risorgimentos im radikalen, republikanischen Flügel, der von Giuseppe Mazzini verkörpert wurde.
Er absolvierte ein Studium der Rechtswissenschaft an der Universität Ferrara, begann jedoch seine politische Tätigkeit in seiner Heimatstadt. Dort nahm er Stellung gegen die schlecht geleitete Regierung, die von den Kirchenlegaten geführt wurde. Forlì war, wie damals auch Bologna und die ganze Romagna, Teil des Kirchenstaates. Saffi wurde Gemeinderatgeber und Sekretär der Provinz in den Jahren 1844–45. Er näherte sich schnell der Denkrichtung Giuseppe Mazzinis an, so dass er an der wichtigsten politischen Aktion teilnahm, die Mazzini organisiert hatte: die Errichtung der Römischen Republik. In der Hauptstadt wurde die Macht des damaligen Papstes Pius IX. eingeschränkt und republikartige Institutionen eingerichtet. Diese neugeschaffenen Institutionen sollten den damals durch die Vereinigten Staaten geschaffenen demokratischen Einrichtungen nahekommen.
An den römischen Ereignissen nahm er zunächst als Abgeordneter von Forlì in der verfassunggebenden Versammlung teil, dann als Minister, schließlich als Mitglied des Triumvirats, das der neuen Regierungsform vorstand, zusammen mit Armellini und Mazzini selbst. Diese politische Erfahrung war jedoch nur von kurzer Dauer, denn die neue Republik fiel bereits im Juli 1849. Nachdem er zunächst in Ligurien im Exil lebte, erreichte er Mazzini wieder in der Schweiz und zog später mit ihm nach London um.
Erst 1853 kehrte Saffi wieder in seine Heimat zurück und versuchte eine Reihe von Aufständen, die in Mailand hätten stattfinden sollen, zu organisieren. Infolge des Scheiterns dieses Projekts wurde er zu zwanzig Jahren Gefängnis verurteilt. Im Gefängnis heiratete er im Jahre 1857 Giorgina Janet Craufurd, die später als Giorgina Saffi bekannt wurde, eine kämpferische Vertreterin der Bewegung von Mazzini und des aufkommenden italienischen Feminismus. Sie hatten vier Söhne.
1860 wurde Saffi aus dem Gefängnis entlassen und begab sich darauf nach Neapel, wo er abermals auf Mazzini traf. 1861 wurde er zum Abgeordneten des neuen Königreichs Italien gewählt. Nach wenigen Jahren zog er wieder nach London, wo er sich bis 1867 aufhielt, bevor er endgültig in seinem Landhaus von San Varano (einer Ortschaft von Forlì) ansässig wurde. Er begann dann seine Karriere als Professor an der Universität Bologna. Mittlerweile beschäftigte er sich auch mit der historischen Bedeutung des schon verstorbenen Freundes Mazzini, indem er seine Schriften und ihre Veröffentlichung pflegte. Er starb im Alter von 70 Jahren in seinem Landhaus, der Villa Saffi, die heute ein Museum ist.

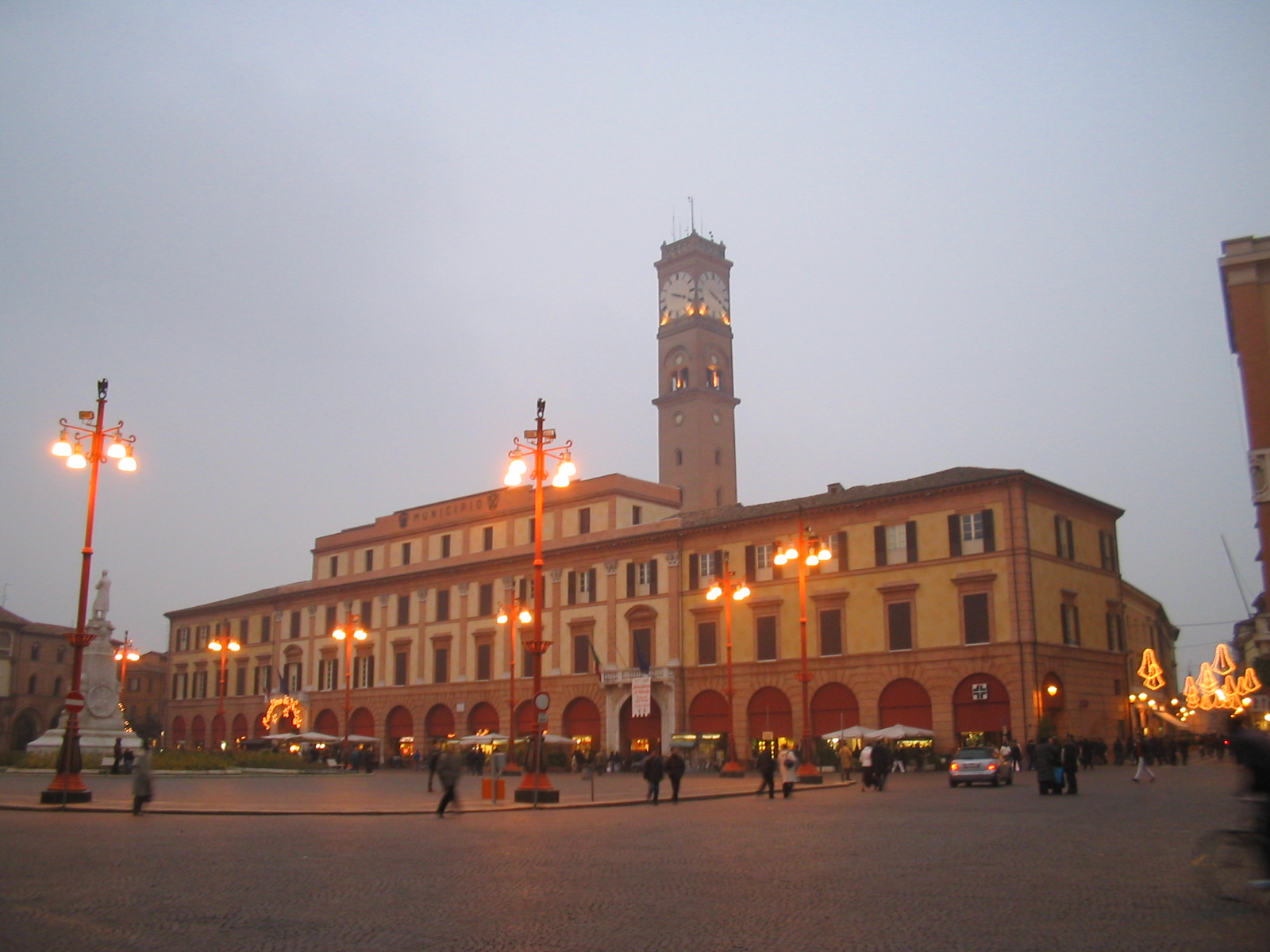
Piazza Saffi in Forlì

Aurelio Saffi ist heute der Hauptplatz (Piazza Saffi) von Forlì gewidmet, an dem sich auch das Rathaus, der Palazzo Comunale, befindet. In der Platzmitte befindet sich eine Gedenkstätte mit einer Statue des Politikers, die bereits kurz nach seinem Tod errichtet wurde. Das heutige Denkmal ist jedoch eine Rekonstruktion des während des Faschismus zerstörten Denkmals.